# Homer, garde du corps
Homer, garde du corps (France) ou Mairie à la pègre (Québec) (Mayored to the Mob) est le 9e épisode de la saison 10 de la série télévisée d'animation Les Simpson.

## Synopsis
Au cours d'une émeute dans une convention de science-fiction, Homer sauve le maire Quimby de la foule et devient son garde du corps. C'est en le suivant partout qu'il découvre que Quimby entretient des rapports avec Gros Tony, le mafieux de la ville, à qui il achète du lait de rats pour les écoles. Homer va sauver le maire à condition que celui-ci mette un terme à cet accord, Diamond Joe Quimby accepte à contre-cœur. Puis un soir, Homer et le maire se rendent à une comédie musicale où le mafieux l'attend pour le tuer. Homer n'est pas en mesure de le protéger et Quimby se fait tabasser.

## Invité
- Mark Hamill